# Bosques sagrados de Ghana
Los bosques sagrados de Ghana son bosques cuyo tamaño puede oscilar entre menos de media hectárea y 1.500 hectáreas. Se presentan en la casi totalidad de las 240 reservas forestales de Ghana. Su importancia en la actualidad se debe, más que a su carácter sagrado, a su importancia como reductos de conservación y biodiversidad frente a la rápida degradación de los bosques.
Debido a esto, en la actualidad, tanto el gobierno como distintas ONGs contribuyen a reforzar las creencias religiosas tradicionales de los habitantes del lugar.

## La tierra y la gente
Durante siglos, los pueblos indígenas de Ghana han conservado determinadas áreas del bosque y los ríos que la atraviesan. Aunque hay diferencias entre unas y otras etnias, en conjunto todas son consideradas bosques sagrados, y como tales, morada de los dioses y, en algunos casos, lugares de enterramiento de la realeza. Algunas especies de árboles son consideradas Nyame Dua (árboles de los dioses) y tienen poderes sanadores. En ciertos lugares, la cualidad sagrada del bosque deriva de la especie animal que vive en su interior, generalmente monos y leopardos. En otros casos, el río es el hogar de un dios del agua y el bosque que lo rodea es sagrado. En un bosque de este tipo, la corriente de Asuo Akosua, en la región ashanti, es el hogar de una deidad; por tanto, no solo está prohibido sembrar en sus cercanías, sino incluso lavar la ropa para no ensuciar el agua. 
En los bosques sagrados está prohibido cortar árboles, cazar y cultivar, y las mujeres que tienen el ciclo menstrual no pueden entrar. Algunos animales son protegidos cuando entran en el bosque. Y no faltan los rituales en honor de los ancestros, así como la recogida de plantas medicinales.

## Esfuerzos de preservación
La destrucción de los bosques por la creciente demanda de los agricultores y los ganaderos ha provocado la pérdida de la mayor parte de los bosques de Ghana, que solo permanecen en las 241 reservas protegidas del país, establecidas por el gobierno colonial británico en los años treinta.
La UNESCO ha elaborado diversos proyectos para conservar la biodiversidad de estos bosques. El CIPSEG (Cooperative Integrated Project on Savanna Ecosystems in Ghana), centrado en el bosque sagrado de Jaagbo entre 1993 y 1996, descubrió que en la zona protegida había 220 especies de plantas, en comparación con las 60 que había en la zonas externas, y de aquellas, más de un centenar tenían usos medicinales.
Otro proyecto de la UNESCO se centra en el bosque sagrado de Anweam, en la Reserva Forestal de Esukawkaw. Anweam es el lugar de enterramiento de la familia real Asunafo. El estudio mostró los cambios en el uso sostenible del bosque debido a las regulaciones impuestas por las nuevas legislaciones.
En correlación con los bosques sagrados se han creado santuarios en tiempos recientes, como los de Tafi Atome (1996) y Boabeng-Fiema (1975), famosos por sus poblaciones de colobos y cercopitecos mona. En Tafi Atome consideran a los monos como hijos de sus dioses y celebran un festival anual. En Boabegn asocian las dos especies a un dios masculino y otro femenino, y se celebra un ritual semanal en el santuario del dios Abudwo.
En la región de Brong Ahafo se conserva un bosque sagrado desde el siglo XIV para proteger a los murciélagos de la fruta o zorros voladores, que estuvieron en peligro en los años ochenta por la agricultura, la caza, la explotación forestal y los incendios, como otros bosques sagrados, pero a partir de los años noventa los esfuerzos de conservación han permitido mantener una abundante comunidad de megaquirópteros.